# Ferrovia Bordeaux-Irun
La ferrovia Bordeaux-Irun (in francese Ligne de Bordeaux-Saint-Jean à Irun; in spagnolo Línea Burdeos-Irún; in basco Bordele-Irun burdinbidea) è un'importante linea ferroviaria posta nel sud-ovest della Francia. Servendo importanti città, quali Bordeaux, Dax, Bayonne, Hendaye e Irun. La linea ferroviaria attraversa il fiume Bidasoa e valica il confine franco-Spagnolo nei pressi di Irun, congiungendosi con la RENFE nella stazione di Irun.

## Storia
La ferrovia è stata aperta a tratte dal 1841 al 1864.
La linea fu elettrificata in corrente continua a 1500 V tra il 1926 e il 1927.

## Percorso
| Continuation backward |

| Station on track |

|  | Junction both to and from left | Unknown route-map component "CONTfq" |

| Unknown route-map component "CONTgq" | Unknown route-map component "ABZgr" |  |

| Stop on track |

| Stop on track |

| Stop on track |

| Stop on track |

| Stop on track |

| Unknown route-map component "exCONTgq" | Unknown route-map component "eABZg+r" |  |

| Stop on track |

|  | Unknown route-map component "eABZgl" | Unknown route-map component "exCONTfq" |

| Unknown route-map component "eHST" |

| Unknown route-map component "CONTgq" | Unknown route-map component "ABZgr" |  |

| Unknown route-map component "exCONTgq" | Unknown route-map component "eABZg+r" |  |

| Stop on track |

|  | Unknown route-map component "eABZgl" | Unknown route-map component "exCONTfq" |

| Unknown route-map component "exCONTgq" | Unknown route-map component "eABZg+r" |  |

| Stop on track |

|  | Unknown route-map component "eABZgl" | Unknown route-map component "exCONTfq" |

| Unknown route-map component "exCONTgq" | Unknown route-map component "eABZgr" |  |

| Non-passenger station/depot on track |

| Unknown route-map component "exCONTgq" | Unknown route-map component "eABZg+r" |  |

| Stop on track |

|  | Unknown route-map component "ABZgl" | Unknown route-map component "CONTfq" |

| Unknown route-map component "exCONTgq" | Unknown route-map component "eABZg+r" |  |

| Non-passenger station/depot on track |

|  | Unknown route-map component "eABZgl" | Unknown route-map component "exCONTfq" |

| Unknown route-map component "eBHF" |

| Non-passenger station/depot on track |

| Unknown route-map component "exCONTgq" | Unknown route-map component "eABZg+r" |  |

| Station on track |

|  | Unknown route-map component "ABZgl" | Unknown route-map component "CONTfq" |

| Stop on track |

| Stop on track |

| Unknown route-map component "exCONTgq" | Unknown route-map component "eABZgr" |  |

| Stop on track |

| Stop on track |

| Unknown route-map component "exCONTgq" | Unknown route-map component "eABZg+r" |  |

| Stop on track |

| Stop on track |

| Stop on track |

| Station on track |

| Enter and exit short tunnel |

| Unknown route-map component "hKRZWae" |

| Enter and exit tunnel |

|  | Unknown route-map component "ABZgl" | Unknown route-map component "CONTfq" |

| Unknown route-map component "hKRZWae" |

| Unknown route-map component "exCONTgq" | Unknown route-map component "eABZgr" |  |

| Station on track |

| Enter and exit tunnel |

| Unknown route-map component "eBHF" |

| Stop on track |

| Stop on track |

| Unknown route-map component "eHST" |

| Stop on track |

|  | Station on track | Urban head station |

|  |  | Unknown route-map component "hKRZWae" + Unknown route-map component "lZOLL" | Unknown route-map component "uhKRZWae" + Unknown route-map component "lZOLL" |  |

|  | Station on track | Urban station on track |

|  | Continuation forward | Unknown route-map component "uCONTf" |